# Acacia longispinea
Acacia longispinea — вид квіткових рослин з родини бобових. Ареал: Австралія (Західна Австралія).

## Середовище
Вид зазвичай розташований на невисоких поверхнях і піщаних долинах, що ростуть на гравійних, піщаних або глинистих ґрунтах як частина чагарникових угруповань.

## Біоморфологічна характеристика
Це кущ або дерево, що зазвичай досягає висоти від 2 до 5 метрів. Жорсткі, голі, гострі та вічнозелені філодії мають довжину від 7 до 23 см і ширину від 1 до 2,5 мм з п'ятьма сильно піднятими жилками. Цвіте з вересня по жовтень і дає жовті квітки. Прості суцвіття зустрічаються поодиноко і мають сферичні квіткові голови в діаметрі від 6 до 8 мм, що містять від 60 до 85 щільно упакованих квіток золотистого кольору. Голі стручки висячі, мають лінійну форму, але підняті над кожною насіниною й у довжину приблизно до 7,5 см і шириною від 5 до 8 мм. Стручки містять тьмяне плямисте насіння від широкояйцеподібної до майже круглої форми та з довжиною від 3 до 6 мм.